# August Tamm
Carl August Tamm, född 8 juni 1840 i Stavby församling, Uppsala län, död 30 januari 1905 på Fogelstad i Julita församling, Södermanlands län, var en svensk godsägare, militär och riksdagsman. 

## Biografi
Carl August Tamm föddes som son till Adolf Gustaf Tamm och friherrinnan Augusta Rålamb. Vidare var han sonson till Per Adolf Tamm och dotterson till landshövdingen Claes Hans Rålamb.
Tamm var löjtnant vid livregementets husarkår och ryttmästare i armén. Som politiker var han ledamot av riksdagens första kammare från år 1900, invald i Södermanlands läns valkrets. Åren 1888–1897 var han ordförande i Södermanlands läns hushållningssällskap.
Tamm gifte sig den 2 september 1872 i Örebro med friherrinnan Emma Åkerhielm af Margretelund, dotter till Carl Åkerhielm af Margretelund och  Aurora Charlotta Skjöldebrand. I äktenskapet föddes döttrarna Elisabeth och Märta Tamm. Den sistnämnda var gift med en friherre Liljencrantz.

## Utmärkelser
- Riddare av Vasaorden,  1883[1]
- Kommendör av 1. klass av Vasaorden,  1894[1]

[Redigera Wikidata]